# Chuck Fairbanks
Charles Leo „Chuck“ Fairbanks (* 10. Juni 1933 in Detroit, Michigan; † 2. April 2013 in Scottsdale, Arizona) war ein US-amerikanischer American-Football-Trainer bei den New England Patriots in der National Football League und bei zwei Colleges.

## Karriere
Fairbanks besuchte die Michigan State University. Nach seinem Abschluss trainierte er drei Jahre lang an einer Highschool in Michigan. Von 1958 bis 1966 war er assistierender Trainer an diversen Colleges und Universitäten.
Aufgrund des plötzlichen Todes des Cheftrainers an der University of Oklahoma übernahm Fairbanks diesen Job für die nächsten sieben Jahre. Er gewann mit der Mannschaft dreimal das Endspiel der Liga. 1973 wurde er Cheftrainer bei den New England Patriots. Sein erster Schritt war das draften von John Hannah, Sam Cunningham, Ray Hamilton und Darryl Stingley. Er konnte die Patriots jedoch bis 1979 nicht gut genug trainieren und wurde noch in der Saison von dem damaligen Besitzer entlassen, da er wieder mit der University of Oklahoma verhandelte, um dort Cheftrainer zu werden. Dorthin wechselte er dann auch, verlor jedoch 26 von 33 Spielen und wurde von den New Jersey Generals in der United States Football League angeheuert, jedoch wurde er 1983 wieder entlassen.
Fairbanks starb am 2. April 2013 an einem Hirntumor.